# Youth On The Run
Youth On The Run is een educatieve live action role-playing game met oorsprong in Scandinavië. Het wordt georganiseerd door het Rode Kruis en laat jongeren toe om in de huid te kruipen van miljoenen vluchtelingen en verzoekers van internationale bescherming ter wereld. Het spel duurt 24 uur en draait om de interactie tussen deelnemers (die in de rol kruipen van vluchtelingen) en instructeurs (die in de huid kruipen van al de figuren die een vluchteling tegenkomen op weg naar een veilige plek). De deelnemers hebben vooraf geen idee wat hen te wachten staat. Ze krijgen enkel basisinformatie over hun identiteit. De instructeurs daarentegen zijn zich in ieder onderdeel van de simulatie volledig bewust van de doelen van het rollenspel.
Tijdens de simulatie krijgen de deelnemers inzicht in de uiteenlopende emoties en uitdagingen die mensen op de vlucht kunnen ervaren. Ze maken situaties mee waarin onzekerheid, uitputting en afhankelijkheid van hulp een rol spelen. Daarnaast worden ze geconfronteerd met bureaucratische obstakels, vooroordelen en taalbarrières, waardoor ze een beter begrip krijgen van de complexiteit van vluchtelingenervaringen.

## Geschiedenis

### Ontstaan
Het spel werd in 1991 ontwikkeld door Steen Cnops Rasmussen, een Deense leerkracht die zijn leerlingen wilde onderwijzen over asiel en migratie. De leerkracht was bezorgd over de toenemende intolerantie tegenover personen met een migratieachtergrond. Het hele scenario voor de inleefervaring is gebaseerd op interviews met vluchtelingen die internationale bescherming aanvroegen in Denemarken. Rasmussen heeft zelf diepte-interviews gevoerd waarbij hij speciale aandacht had voor verzoekers internationale bescherming uit het oostelijk deel van Afrika.

### Overdracht aan Rode Kruis
Niet veel later werden de auteursrechten voor het rollenspel, toen onder de naam På Flukt, aan een symbolisch laag bedrag overgedragen aan het Deense Rode Kruis. Die is in 1994 gestart met het organiseren van het rollenspel. Deense instructeurs hebben het project helpen oprichten in Noorwegen (1997) en IJsland (1999) waar lokale leden van het Rode Kruis het rollenspel organiseren.

### Verdere verspreiding
In september 2011 zijn 6 vrijwilligers van het Rode Kruis in België naar IJsland afgereisd om deel te nemen aan de simulatie. Ze deden dat samen met Rode Kruisvrijwilligers uit IJsland, Ierland, Duitsland en Italië. Na het spel hebben de deelnemers hun bevindingen meegenomen naar hun thuisland om daar het project op te richten. Sinds 2012 wordt Youth On The Run in België georganiseerd. Tot op vandaag gaan instructeurs van de verschillende organiserende landen op uitwisseling om de simulatie bij elkaar te organiseren.
In België gaat er telkens in november en februari een editie van Youth On The Run door. De eerste edities in ons land werden georganiseerd in Eeklo. Daarna werd de simulatie verhuisd naar Puurs-Sint-Amands. Tot februari 2020 ging daar de simulatie door. Door het uitbreken van de coronapandemie konden enkele edities niet doorgaan. In de tussentijd is er gezocht naar een nieuwe locatie voor het spel. Eén editie ging vervolgens door in Kasterlee in november 2022. Sinds november 2023 is Malle de thuisbasis van de simulatie.

## Doelstellingen
Het hoofddoel van Youth On The Run is het bevorderen van begrip en empathie voor de situatie van mensen met vluchtervaringen. Door gerichte informatie, zelfervaring en reflectie wil het actief bijdragen aan het verminderen van racisme en vooroordelen. Binnen de duurzameontwikkelingsdoelstellingen wordt er gewerkt aan het verminderen van ongelijkheden tussen mensen (SDG 10).
Deelnemers worden aangemoedigd om kritisch te kijken naar informatie en meningen die ze dagelijks in de media tegenkomen. Het streven is dat ze leren van hun ervaringen en deze kennis toepassen om een meer inclusieve samenleving te bevorderen.

## Geheimhouding
Om de ervaring voor de deelnemers zo groot mogelijk te houden, wordt de inhoud van Youth On The Run geheim gehouden. Deelnemers worden gevraagd om deze geheimhouding te respecteren, zodat toekomstige deelnemers onbevooroordeeld kunnen deelnemen en de volledige impact van het rollenspel kunnen ervaren.

## Varia
In 2005 ontving bedenker Steen Cnops Rasmussen de Torstein Dale Memorial Award, de hoogste erkenning van het Noorse Rode Kruis, voor zijn inspanningen op het gebied van humanitair en sociaal werk door zijn werk met På Flukt.